# Kamienica Felicjana Jankowskiego w Warszawie
Kamienica Felicjana Jankowskiego – kamienica, która znajdowała się w Warszawie, na rogu ulic Marszałkowskiej 130 i Stanisława Moniuszki 12.

## Historia
Została zbudowana w 1904 dla Felicjana Jankowskiego na miejscu XVIII-wiecznego piętrowego domu. Zaprojektował ją architekt Stanisław Grochowicz.
W 1944 budynek został znacznie zniszczony, a w 1946 wyburzono ruiny kamienicy.